# Turtle Lake, North Dakota
Turtle Lake är en ort i McLean County i delstaten North Dakota, USA.